# Hoxha
Hoxha [ˈhodʒa] ist ein albanischer Familienname. Er leitet sich ab vom albanischen Wort für Hodscha, einen islamischen Gelehrten.

## Namensträger
- Alban Hoxha (* 1987), albanischer Fußballspieler
- Arbër Hoxha (* 1998), albanisch-kosovarischer Fußballspieler
- Eliza Hoxha (* 1974), kosovo-albanische R&B-Sängerin und Architektin
- Enver Hoxha (1908–1985), politischer Führer Albaniens
- Fadil Hoxha (1916–2001), jugoslawischer Politiker des Bundes der Kommunisten Jugoslawiens (BdKJ)
- Ferit Hoxha (* 1967), albanischer Diplomat
- Florian Hoxha (* 2001), Schweizer Fußballspieler
- Ismet Hoxha (* 1948), albanischer Fußballspieler
- Kasem Hoxha (* 1968), deutsch-albanischer Schauspieler
- Nedin Hoxha (* 1934), albanischer kommunistischer Politiker
- Nexhmije Hoxha (1921–2020), albanische Politikerin und Ehefrau Enver Hoxhas
- Sidni Hoxha (* 1992), albanischer Schwimmer
- Sinan Hoxha (* 1975), albanischer Sänger